# Heeresfeldbahn Szittkehmen–Rutka-Tartak
| Brigadelok der Heeresfeldbahn Szittkehmen–Rutka-Tartak auf einer hölzernen Bockbrücke |                     |                      |              |
| Streckenverlauf (gelb) auf einer feldmäßig hergestellten Fliegerkarte von 1917        |                     |                      |              |
| Streckenlänge:                                                                        | ca. 20 km           |                      |              |
| Spurweite:                                                                            | 600 mm (Schmalspur) |                      |              |
|                                                                                       |                     |                      |              |
| \| \| \| Szittkehmen \| \| \| \| Rutka-Tartak \| \| \| \| Wald von Poszeszupie \|     |                     |                      |              |
| Kopfbahnhof Streckenanfang (Strecke außer Betrieb)                                    |                     | Szittkehmen          | Szittkehmen  |
| Bahnhof (Strecke außer Betrieb)                                                       |                     | Rutka-Tartak         | Rutka-Tartak |
|                                                                                       |                     | Wald von Poszeszupie |              |

Die Heeresfeldbahn Szittkehmen–Rutka-Tartak war eine während des Ersten Weltkriegs betriebene, schmalspurige, militärische Feld- und Waldbahn von Szittkehmen in Ostpreußen nach Rutka-Tartak in Ober Ost.

## Lage

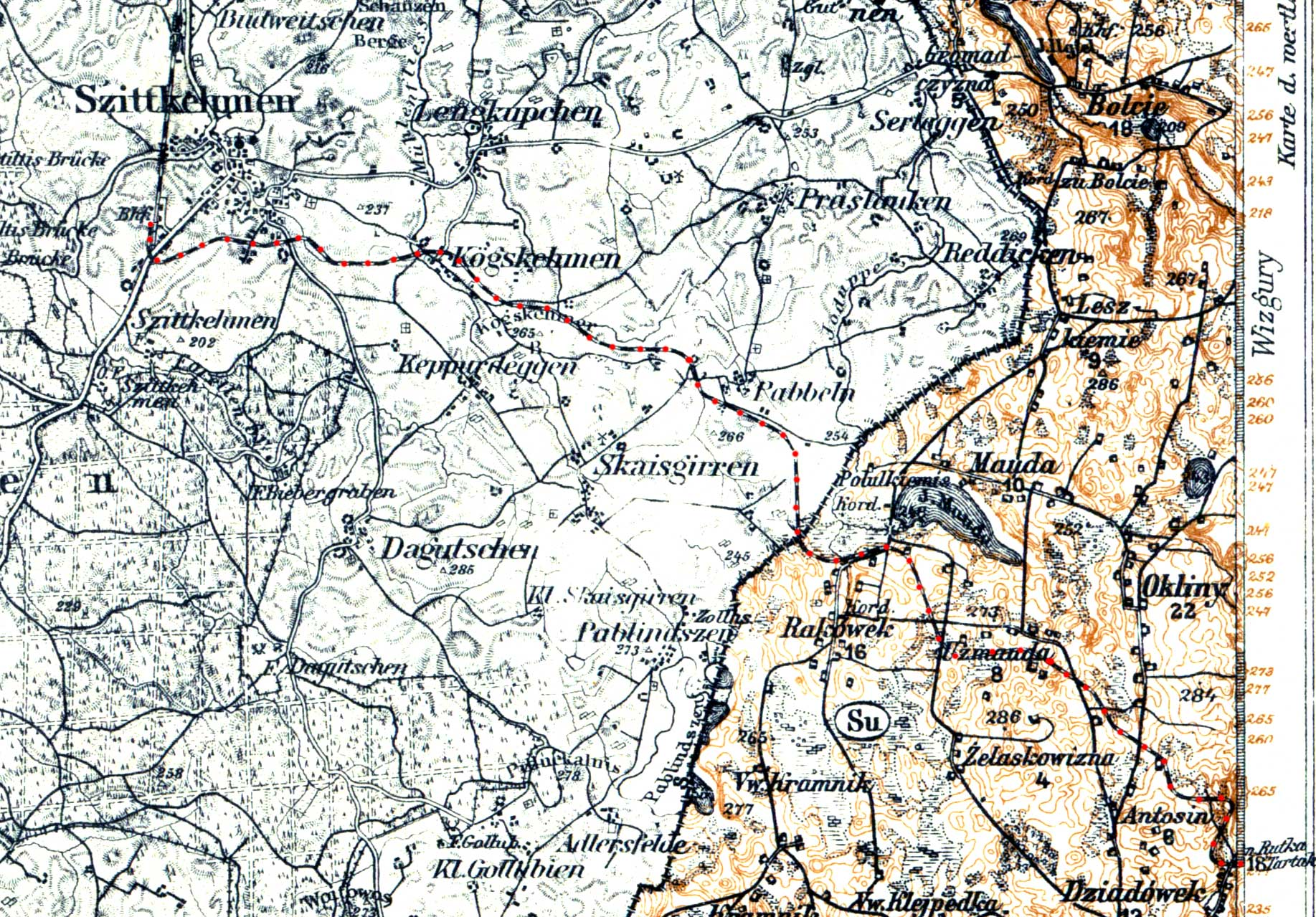
Streckenverlauf im Grenzbereich des Deutschen Reiches und Ober Ost

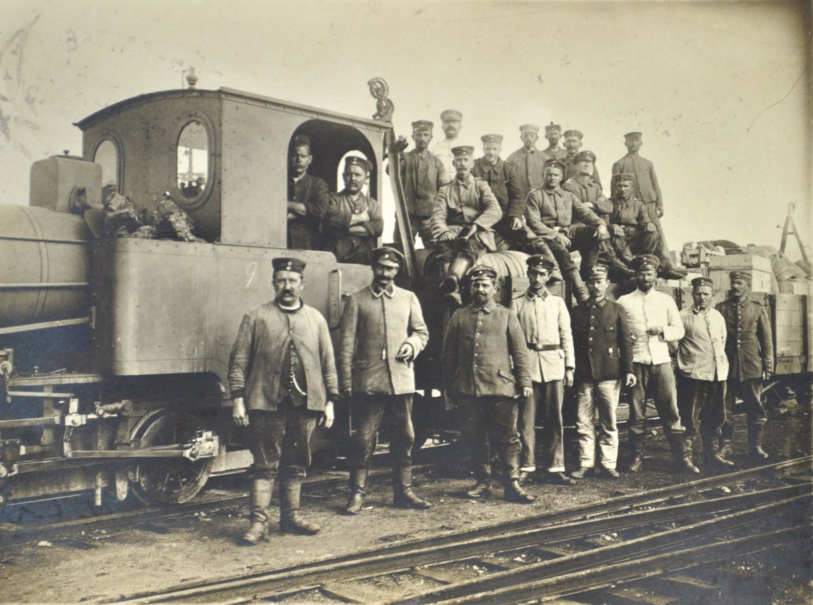
Betrieb der Feldbahn 1915/1916

Die etwa 20 km lange Feldbahn mit einer Spurweite von 600 mm verband Szittkehmen (polnisch Żytkiejmy) in Ostpreußen mit Rutka-Tartak im, bis 1915 russischen, Gouvernement Suwalki, Weichselland und führte darüber hinaus als Waldbahn in den Wald von Poszeszupie. Der damalige Grenzverlauf entspricht heute in etwa der Grenze zwischen den Woiwodschaften Ermland-Masuren und Podlachien in Polen.

## Geschichte
Die deutsche Feldeisenbahn-Bauabteilung 1 verlegte die Feldbahn während des Ersten Weltkriegs im Frühjahr 1915 und nahm sie im Juli 1915 in Betrieb. Sie wurde im Dezember 1916 und Dezember 1917 mit Schneezäunen versehen, um den Winterbetrieb zu ermöglichen, und bei Kriegsende stillgelegt.